# Маленький Гайавата
«Маленький Гайавата» (с англ. — «Little Hiawatha») — это 67-й короткометражный мультфильм из американского анимационного сериала Silly Symphonies, созданный Walt Disney Productions для United Artists и выпущенный 15 мая 1937 г. Фильм создан на основе эпической поэмы «Песнь о Гайавате» (1855), написанной Генри Лонгфелло.

## Сюжет
Мультфильм рассказывает о детстве главного героя «Песни о Гайавате». Мальчик Гайавата плывёт на своём каноэ. Добравшись до земли, он выходит и сразу же падает в скрытую яму в воде, тем самым веселя животных в лесу. Он начинает преследовать их, но у него постоянно спадают штаны. Потом, он пытается застрелить кузнечика своей стрелой, но срывается, когда кузнечик плюет ему в глаз. Гайавата снова преследует животных и умудряется загнать маленького кролика в угол, но обнаруживает, что не может заставить себя убить его после того, как он начинает грустно смотреть на него.
Позже Гайавата встречает несколько следов медведя, что приводит его к личной встрече с медвежонком. Он гонится за ним, но бежит прямо к голодному отцу детеныша, который приходит в ярость и преследует его через лес. Другие животные объединяются, чтобы спасти Гайавату от лапа медведя. Вернувшись благополучно к своему каноэ, Гайавата гребёт на закате, а животные машут ему на прощание.

## Создатели
- Режиссер: Дэвид Хэнд.
- Сценаристы: Чак Коуч, Вернон Сталлингс, на основе Генри Уодсворт Лонгфелло.
- Продюсер: Уолт Дисней.
- Композитор: Альберт Хэй Мэлотт.
- Аниматоры: Ugo D'Orsi, Дик Хьюмер, Олли Джонстон, Фред Мур, Луи Шмитт, Эдвард Стриклэнд, Фрэнк Томас, Чарльз Торсон, Боб Уикершем.

## Озвучивание
- Сэлли Ноубл — певица (голос)
- Мария Розетти — певица (голос)
- Millie Walters — певица (голос)
- Гэйн Уитман — рассказчик (голос)

## Релиз
- США — 15 мая 1937
- США — 20 февраля 1948 (повторный релиз)
- Дания — 17 ноября 1951
- Италия — 21 апреля 1971 (повторный релиз)

### Видео

#### VHS
- «Walt Disney Cartoon Classics»
  - «Silly Symphonies: Fanciful Fables»
- «Disney Favorite Stories»
  - «Paul Bunyan»
- «Walt Disney's Fables» — Volume 2

#### DVD
- «Walt Disney's Timeless Tales» — Volume 2
- «Walt Disney Treasures»
  - «More Silly Symphonies»
- «Walt Disney Gold Classic Collection»
  - «Pocahontas II: Journey to a New World»
- «Walt Disney's Fables» — Volume 2

#### Blu-ray
- «Pocahontas & Pocahontas II Movie Collection»

## Влияние и критика
Леонард Молтин отметил, что такие фильмы, как «Музыкальная страна» и «Маленький Гайавата» поднимали престиж коллектива Диснея.
Начиная с 1940 года Гайвата появляется в комиксах Disney, и уже успел побывать в более чем двухсот выпусках. Существует пародия на «Маленького Гайавату», мультфильм «Hiawatha's Rabbit Hunt», выпущенный Warner Bros. Pictures и The Vitaphone Corporation в 1941 году.